# إيلي مارتيل
إيلي مارتيل هو سياسي كندي، ولد في 26 نوفمبر 1934 في كبريول ‏ في كندا. نشط حزبياً في الحرب الديمقراطي الجديد لأونتاريو. وقد انتخب عضو برلمان مقاطعة أونتاريو ‏.